# هوبرو
هوبرو (به لاتین: Hobro) یک شهر در دانمارک است که در Mariagerfjord Municipality واقع شده‌است. هوبرو ۹٫۵۵ کیلومتر مربع مساحت و ۱۲٬۱۳۰ نفر جمعیت دارد.

## خواهرخوانده
شهر بخش فالشوپینگ خواهرخواندهٔ هوبرو هست.